# Cantó de Mens
El cantó de Mens  és un cantó francès del departament de la Isèra, situat al districte de Grenoble. Té 9 municipis i el cap és Mens.

## Municipis
- Cordéac
- Cornillon-en-Trièves
- Lavars
- Mens
- Prébois
- Saint-Baudille-et-Pipet
- Saint-Jean-d'Hérans
- Saint-Sébastien
- Treminís

## Història
| Data d'elecció                           | Identitat            | Partit               | Qualitat |
| ---------------------------------------- | -------------------- | -------------------- | -------- |
| 1949-1955                                | M. Brun              | MRP                  |          |
| 1955-1979                                | Roger Brachet        | radical, després MRG |          |
| 1979-1983                                | Pierre Rolland       | Divers gauche        |          |
| 1983-1985                                | M. de Villard        | UDF-CDS              |          |
| 1985-2004                                | Jean-Auguste Richard | PS                   |          |
| 2004-                                    | Annette Pellegrin    | PS                   |          |
| les dades anteriors no són pas conegudes |                      |                      |          |
|                                          |                      |                      |          |

## Demografia
| 1962  | 1968  | 1975  | 1982  | 1990  | 1999  | 2007  |
| ----- | ----- | ----- | ----- | ----- | ----- | ----- |
| 2.311 | 2.590 | 2.398 | 2.400 | 2.480 | 2.581 | 3.008 |